# Ганс-Генріх Гісслер
Ганс-Генріх Гісслер (нім. Hans-Henrich Giessler; 12 січня 1911, Берлін — ?) — німецький офіцер-підводник, корветтен-капітан крігсмаріне.

## Біографія
1 квітня 1931 року вступив в рейхсмаріне. З серпня 1938 року — 1-й вахтовий офіцер на есмінці «Фрідріх Екольдт». З жовтня 1939 по березень 1941 року служив в торпедній інспекції і командуванні з випробування торпед в Кілі, після чого пройшов курси підводника і командира човна. З 21 серпня 1941 по 22 листопада 1942 року — командир підводного човна U-455, на якому здійснив 4 походи (разом 185 днів у морі). Під час третього походу потопив 2 кораблі загальною водотоннажністю 13 908 тонн.
| Дата           | Назва корабля   | Тип            | Тоннаж | Вантаж           | Екіпаж | Загинули | Країна             | Конвой |
| -------------- | --------------- | -------------- | ------ | ---------------- | ------ | -------- | ------------------ | ------ |
| 3 травня 1942  | British Workman | Паровий танкер | 6,994  | Баласт           | 53     | 7        | Британська імперія | ON-89  |
| 11 червня 1942 | Geo H. Jones    | Паровий танкер | 6,914  | 9300 тонн мазуту | 42     | 2        | Британська імперія | SL-111 |

З грудня 1942 року служив в торпедній інспекції Кіля, з листопада 1944 року — в Імперському міністерстві озброєнь і боєприпасів. З лютого 1945 року — 1-й офіцер на есмінці «Карл Гальстер». В травні 1945 року взятий в полон. В березні 1946 року звільнений.

## Звання
- Кандидат в офіцери (1 квітня 1931)
- Морський кадет (14 жовтня 1931)
- Лейтенант-цур-зее (1 квітня 1935)
- Оберлейтенант-цур-зее (1 січня 1937)
- Капітан-лейтенант (1 жовтня 1939)
- Корветтен-капітан (1 жовтня 1943)

## Нагороди
- Медаль «За вислугу років у Вермахті» 4-го класу (4 роки)
- Медаль «У пам'ять 1 жовтня 1938»
- Медаль «У пам'ять 22 березня 1939 року»
- Нагрудний знак підводника
- Залізний хрест 2-го і 1-го класу